# Grands bienfaiteurs de l'abbaye de Parc
Dans son ouvrage L'Abbaye norbertine du Parc-le-Duc cité dans la bibliographie du présent article, J.E. Jansen nous présente l'étendue considérable des propriétés de l'abbaye de Parc avant la Révolution française. Il termine cette présentation en dressant une liste d'honneur des grands bienfaiteurs de l'abbaye de Parc :
- Godefroid le Barbu, duc de Lotharingie et comte de Louvain.
- Tietdelin, maieur de Louvain et son épouse.
- Gauthier, premier abbé de Saint-Martin de Laon, †1155.
- Le chapitre de Saint-Pierre à Louvain.
- Les ducs de Brabant : Godefroid III, Henri I, Henri II, Jean I, Jean II, Jean IV.
- L'empereur Frédéric Barberousse, 1153.
- L'archiduc Albert et l'archiduchesse Isabelle, XVIIe siècle.

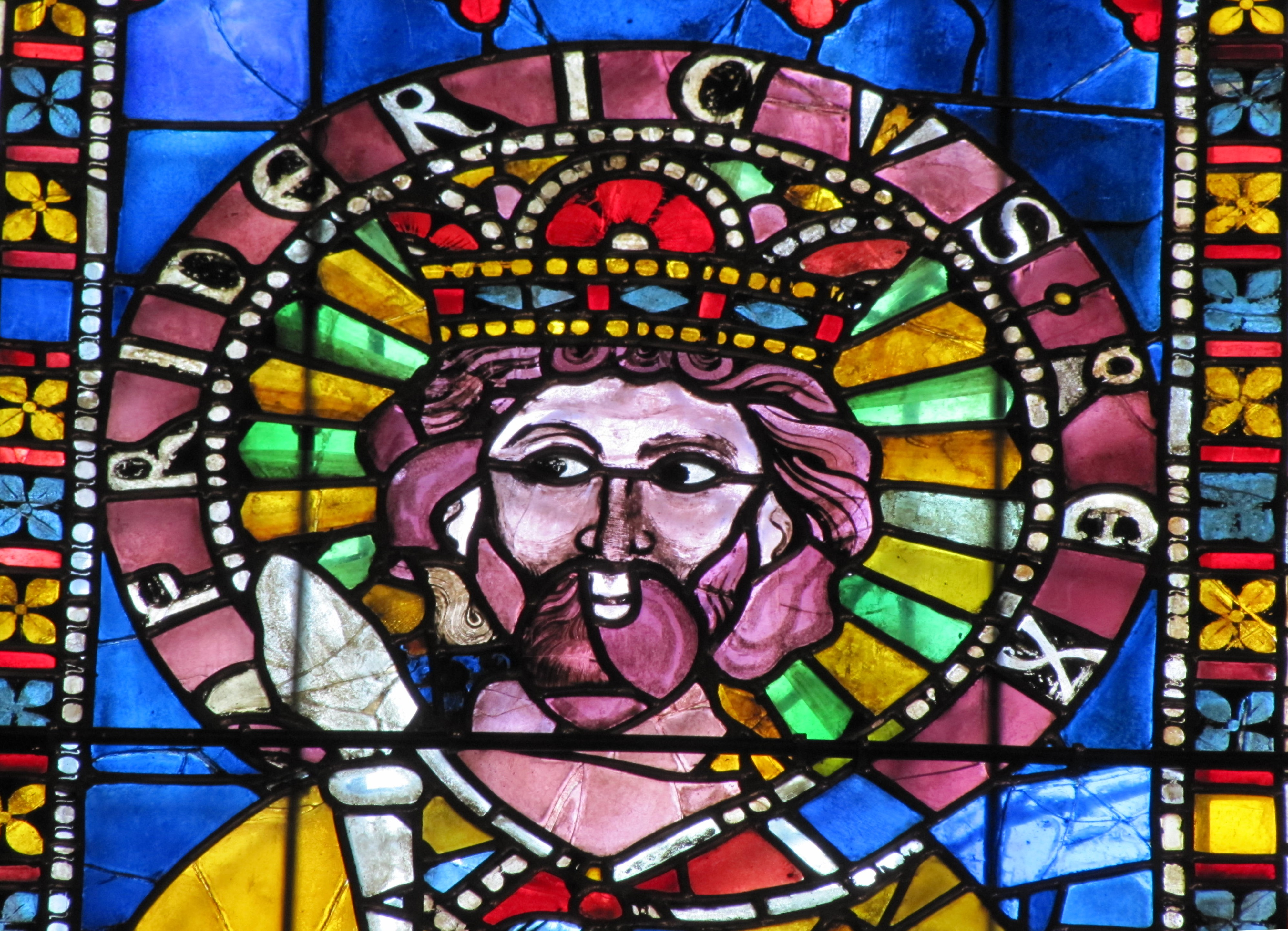
Vitrail en la cathédrale Notre-Dame de Strasbourg de l'empereur Frédéric Barberousse de Hohenstaufen
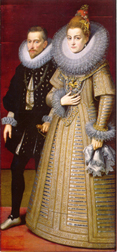
Portrait de l'archiduc Albert et de l'archiduchesse Isabelle

- Les Souverains Pontifes : Innocent II, Eugène III, Alexandre III, Honoré IV, Grégoire IX, Innocent IV, Clément IV, Grégoire X, Boniface VIII, Clément VI, Pie II, Sixte IV.

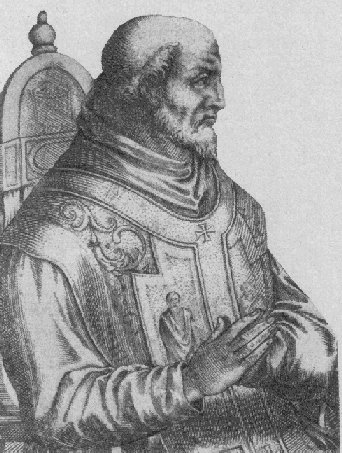
Portrait du Pape Innocent II (1130-1143)
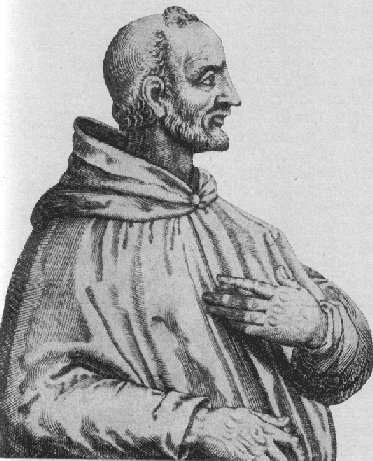
Portrait du Pape Eugène III (1145-1153)
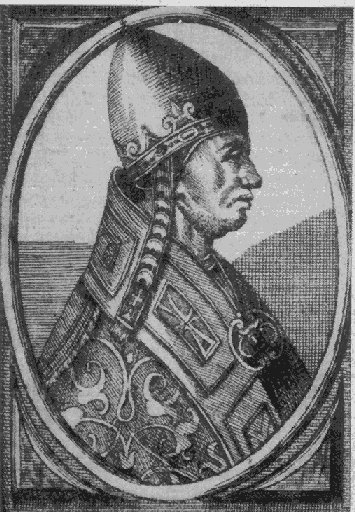
Portrait du Pape Alexandre III (1159-1181)
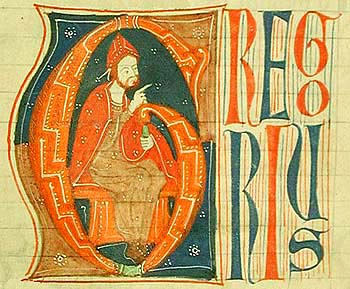
Scène du Pape Grégoire IX (1227-1241)
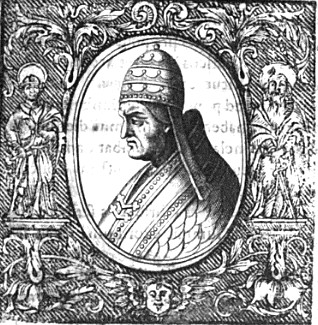
Portrait du Pape Innocent IV (1243-1254)
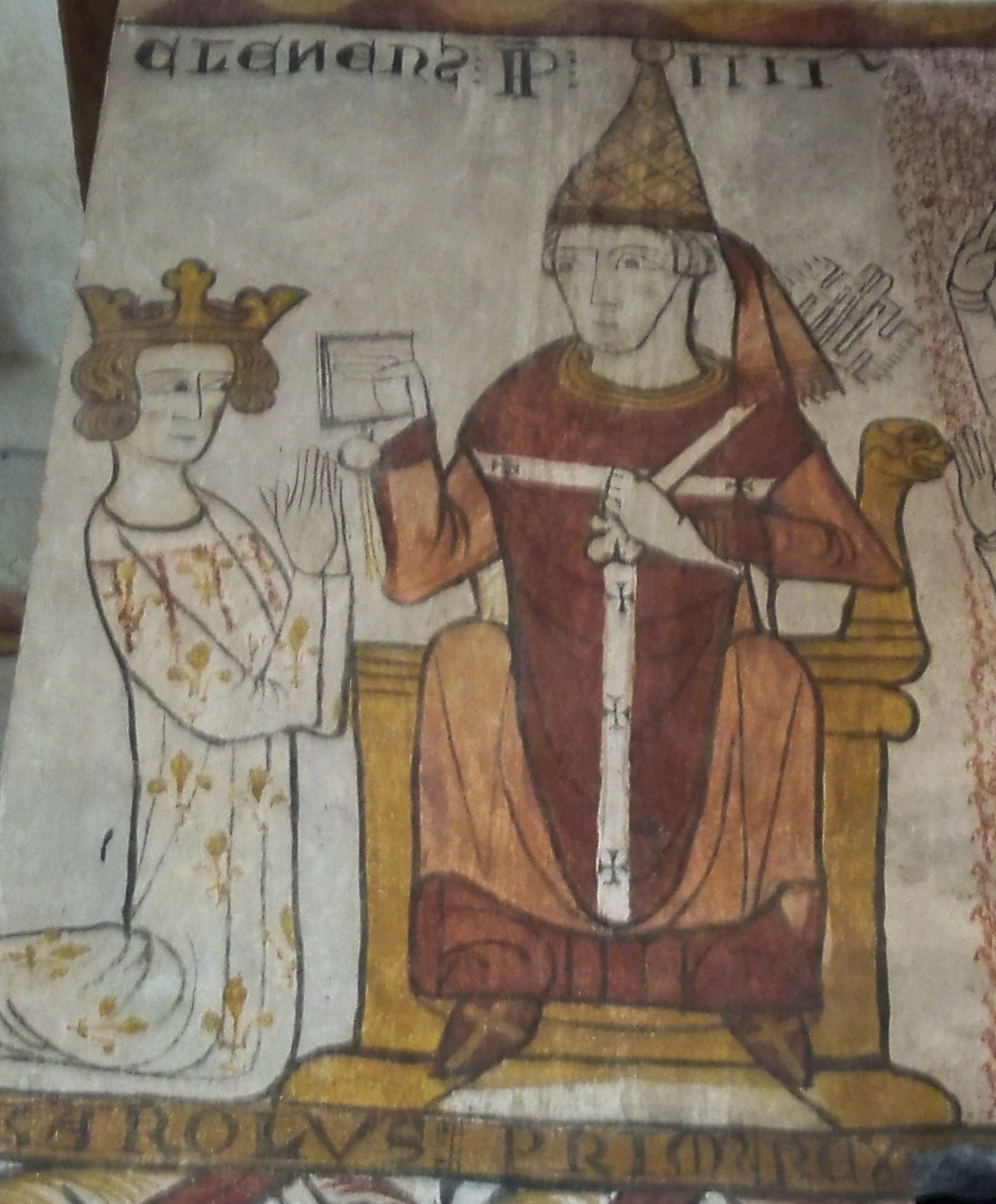
Scène du Pape Clément IV (1265-1268)
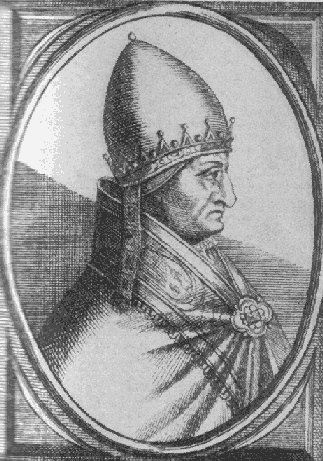
Portrait du Pape Grégoire X (1271-1276)
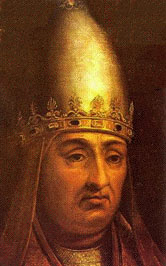
Portrait du Pape Boniface VIII (1294-1303)
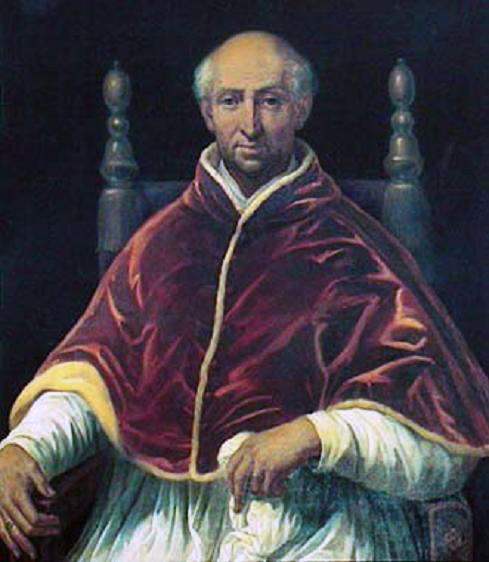
Portrait du Pape Clément VI (1342-1352)
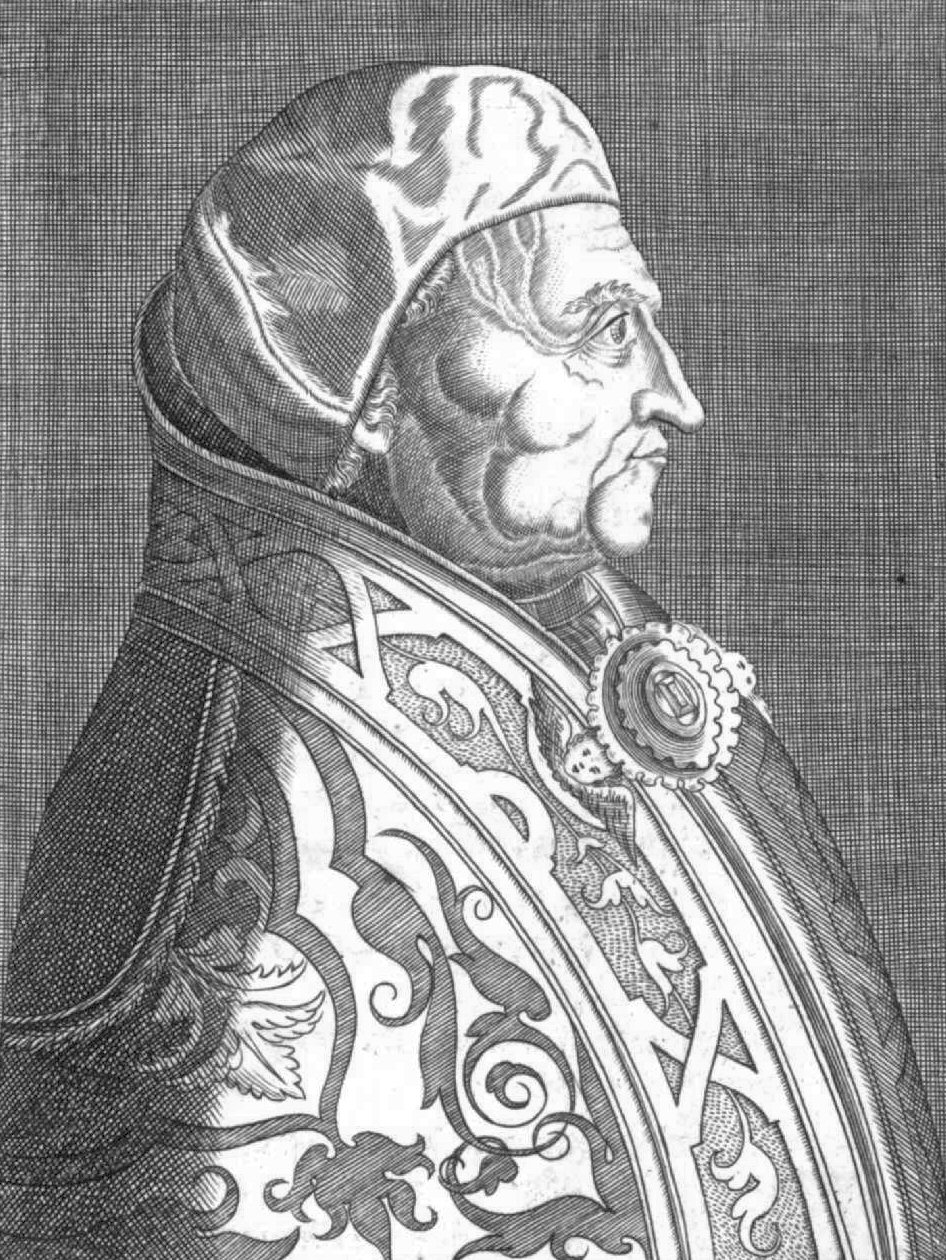
Portrait du Pape Pie II (1458-1464)
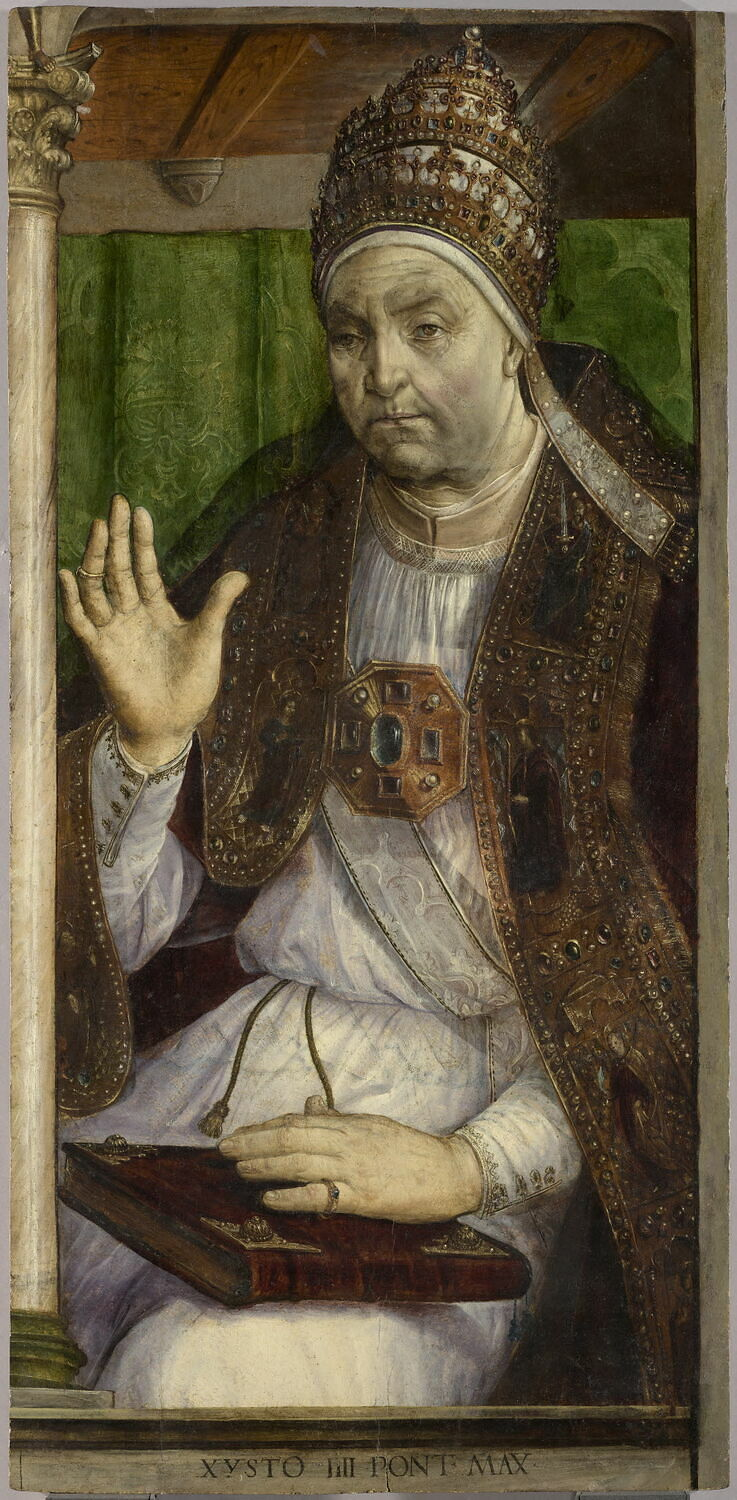
Portrait du Pape Sixte IV (1471-1484)

- Les évêques de Liège : Alexandre en 1131, Albéron en 1228, Jacques de Vitry, suffragant en 1228, et Henri en 1257.

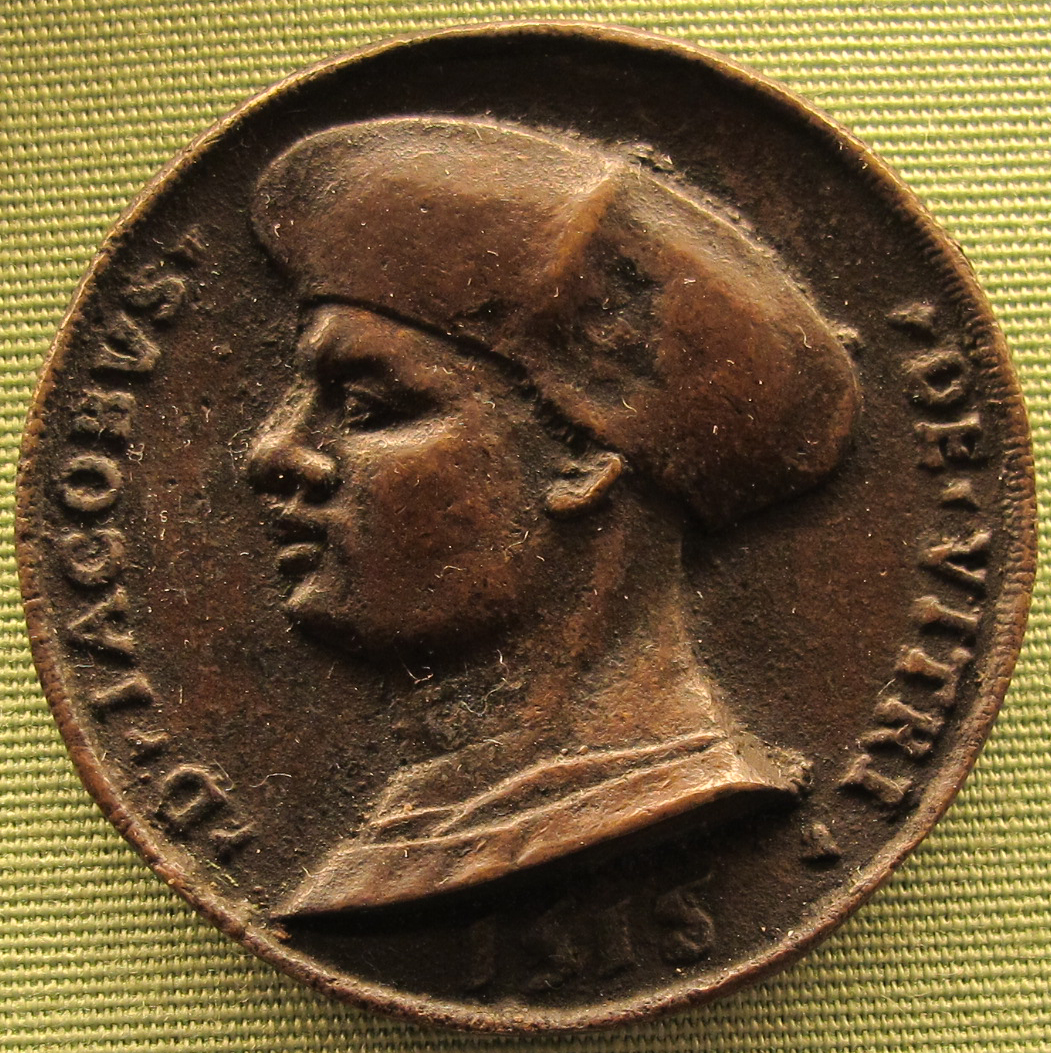
Médaille de 1528 représentant Jacques de Vitry

- Les évêques de Cambrai : Nicolas Ier en 1139, Guiard Ier en 1238, et Nicolas de Fontaines en 1259.
- Tous les archevêques de Malines, à partir de la 2e moitié du XVIe siècle.

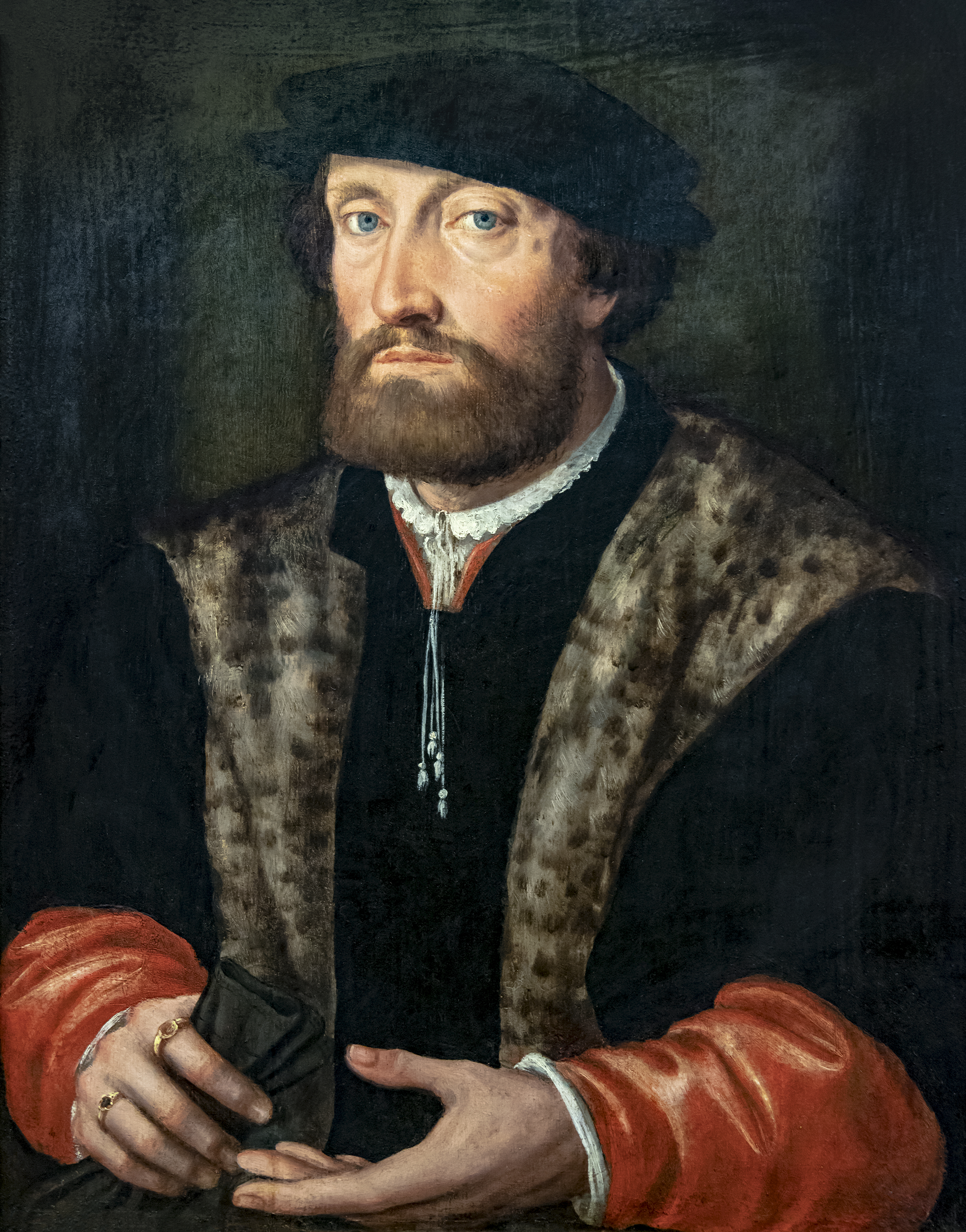
Portrait d'Antoine Perrenot de Granvelle, archevêque de Malines (1561-1582)
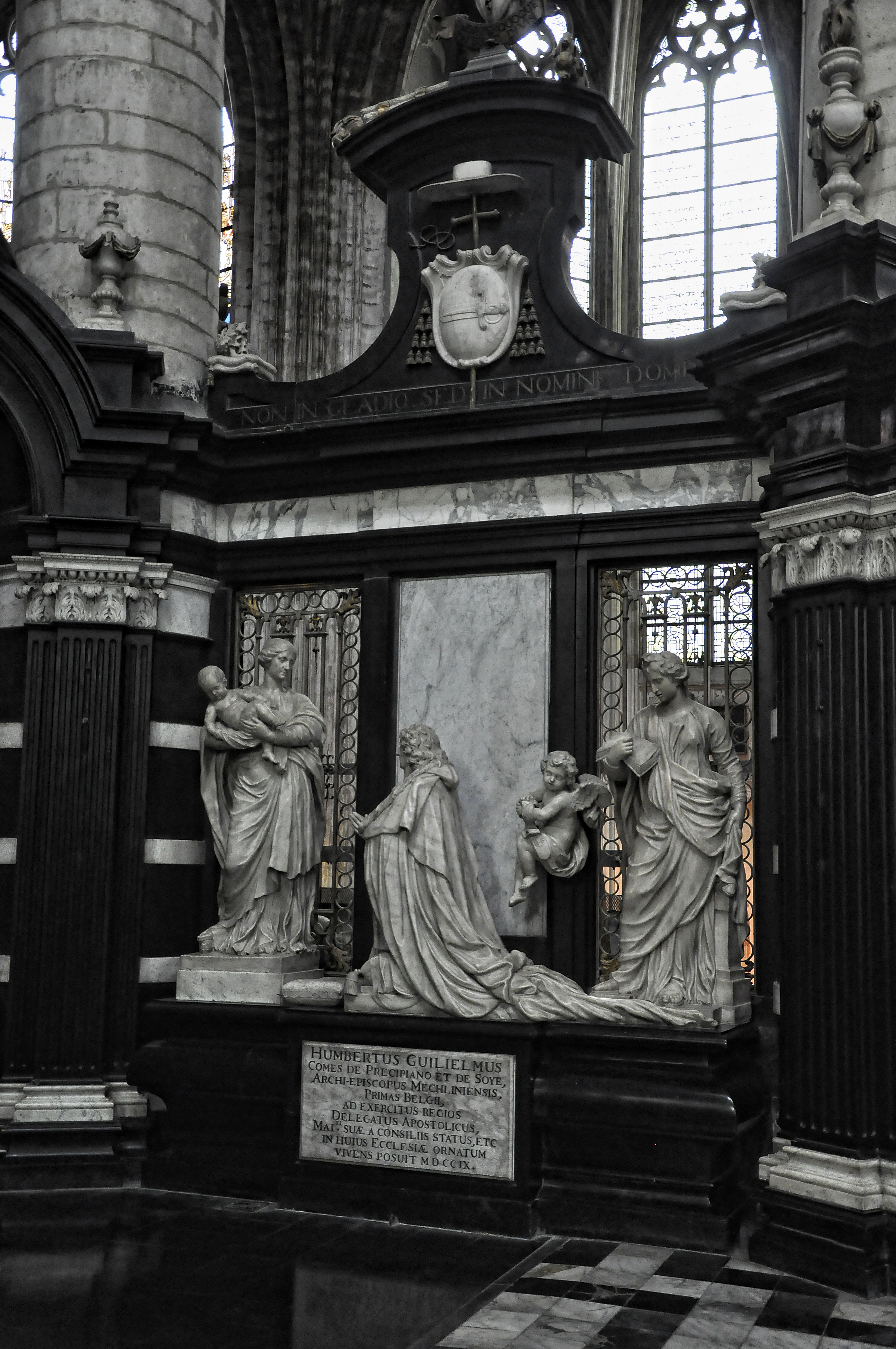
Monument funéraire en la cathédrale de Malines d'Humbert de Precipiano, archêveque de Malines (1690-1711)
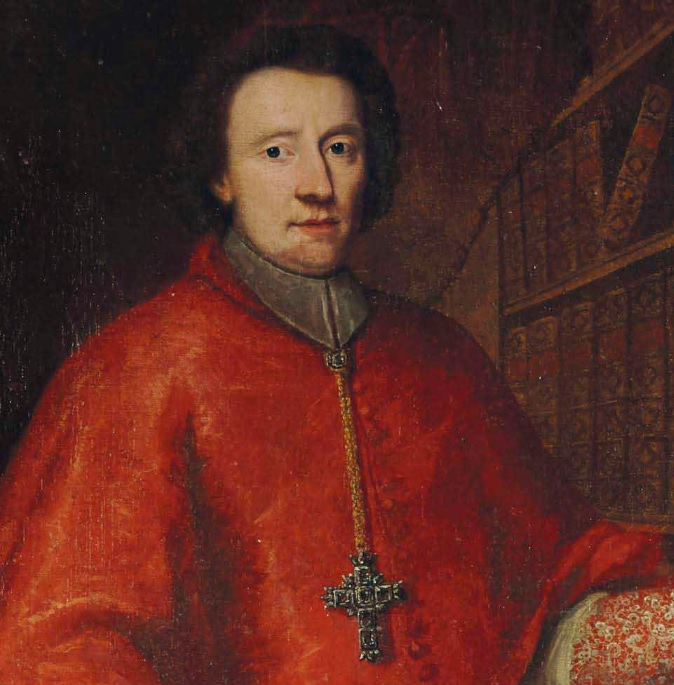
Portrait de Thomas-Philippe d'Hénin-Létard d'Alsace-Boussut de Chimay, archevêque de Malines (1715-1759)
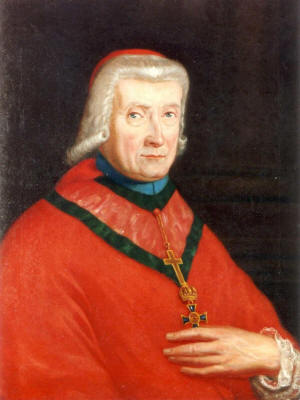
Portrait de Jean-Henri de Frankenberg, archevêque de Malines (1759-1801)
Armoiries de Armand de Roquelaure, archevêque de Malines (1802-1809)
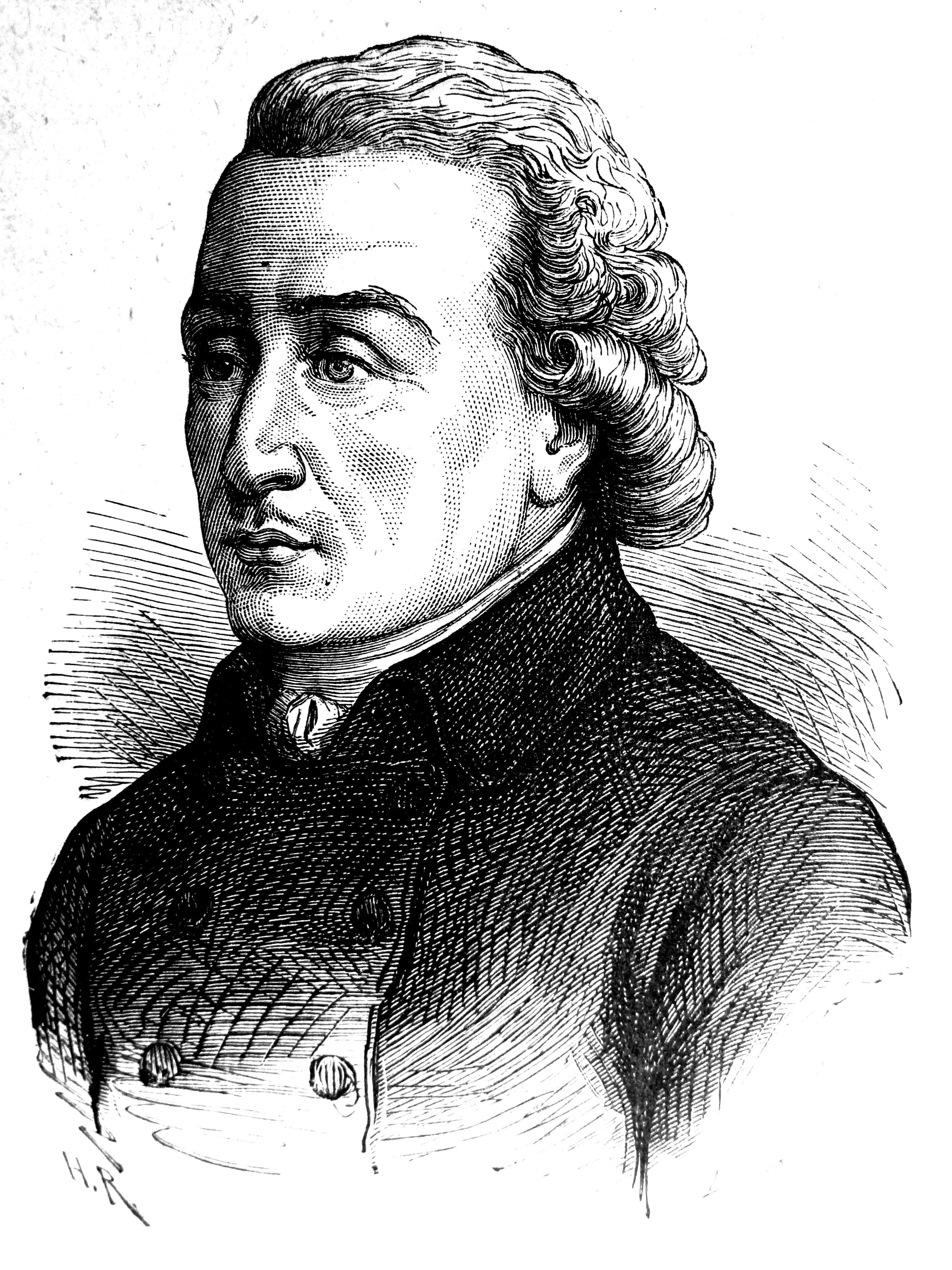
Portrait de Dominique Dufour de Pradt, archevêque de Malines (1809-1815)
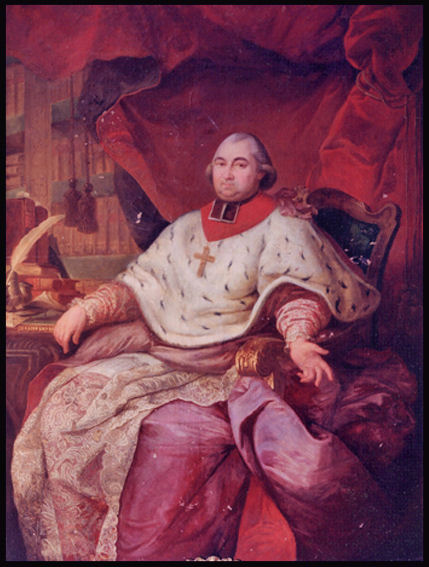
Portrait de François-Antoine de Méan, archevêque de Malines (1817-1831)
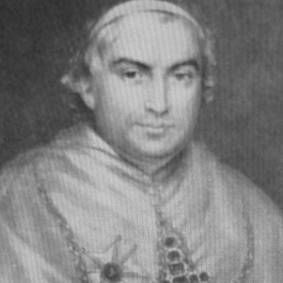
Portrait de Engelbert Sterckx, archevêque de Malines (1832-1867)
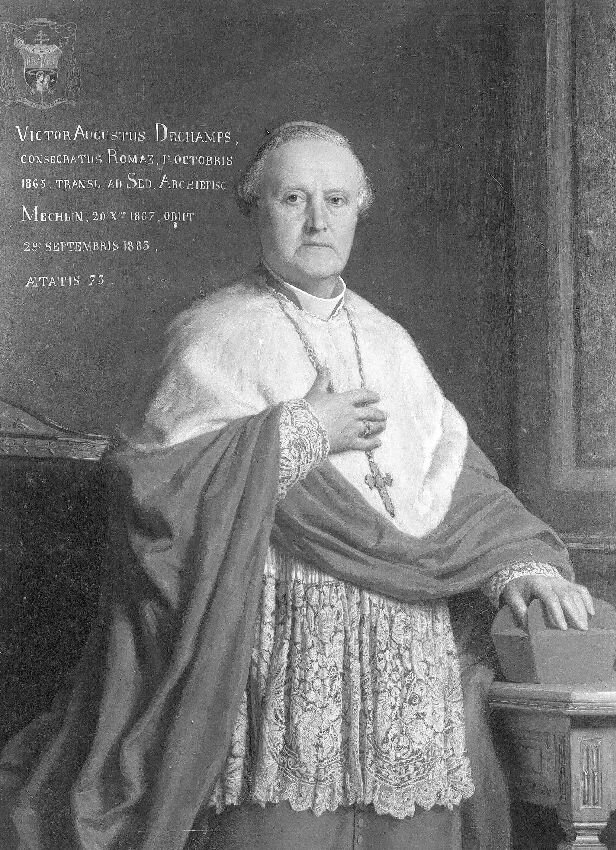
Portrait de Victor-Auguste Dechamps, archevêque de Malines (1867-1883)
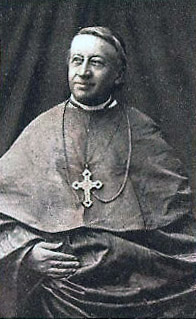
Portrait de Pierre-Lambert Goossens, archevêque de Malines (1827-1906)
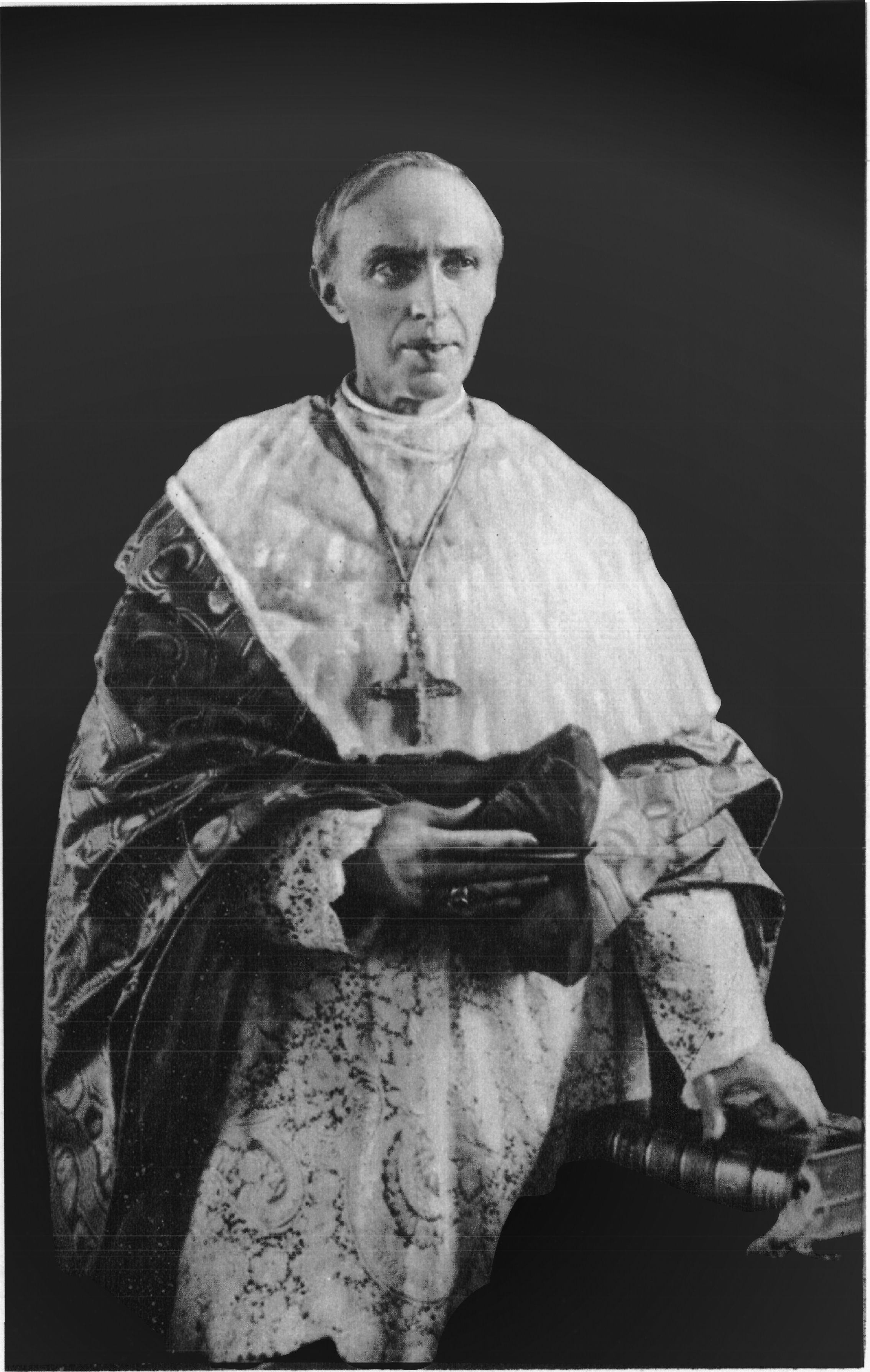
Portrait de Désiré-Joseph Mercier, archevêque de Malines (1906-1926)

- Mannekin, abbé de Middelbourg, 1156.
- Les sires d'Heverlee, depuis le XIIe – XIVe siècle.
- Les sires de Bierbeek, depuis le XIIe – XIVe siècle.
- Les sires de Honsem, 2e moitié du XIIIe siècle.
- Comte Gislebert de Duras, 1134.
- Sire Hervo de Calmont, 1149.
- Arnould, comte d'Aerschot, 1156.
- Francon, châtelain de Bruxelles, 1161.
- Gosuin de Gossoncourt, vers 1226.
- Sire W. de Grimbergen et son épouse, 1243.
- Gauthier de Faelbeke, chanoine d'Incourt, 1271.
- Arnould, sire de Rotselaer, 1266.
- Guillaume, châtelain de Grasen, 1226.
- Gauthier de Obais, 1191.
- Maître Godefroid van Thienen, fin du XIIIe siècle.
- Gérard d'Everberg, 1129.
- Marie, dame de Velpe, †1304.
- Henri van der Heyden, chanoine augustin de Bethléem, 1461.
- Maître Henri de Zomeren, †1472.
- Jean de Beringen, chanoine de l'église Saint-Pierre de Louvain, 1479.
- Rénier de Vossem, homme libre, 1129.
- Sébastien Vorenbrudene, bourgeois de Louvain, 1306.
- Jean Hesselius, professeur à l'Université de Louvain, 1556.
- Evrard Tops, de Liège, 1797.
- Chanoine Pierre Ottoy, restaurateur et supérieur de Parc, 1836.